# Општина Сливилешти (Горж)
Сливилешти (рум. Slivileşti) општина је у Румунији у округу Горж.
Oпштина се налази на надморској висини од 280 m.